# Banknoty Anglo-Palestine Bank (1948–1952)
Lista banknotów Anglo-Palestine Bank obejmuje wszystkie banknoty obowiązujące jako prawny środek płatniczy Państwa Izrael w latach 1948–1952 oraz banknoty zastępcze, które ostatecznie nie zostały wprowadzone do obiegu.
Anglo-Palestine Bank nie był bankiem centralnym Państwa Izrael. Pełnił on wyłącznie funkcje emitenta banknotów na podstawie umowy z rządem tymczasowym i za zgodą Ministerstwa Finansów.

## Banknoty zastępcze Anglo-Palestine Bank
15 maja 1948 roku skończył się mandat brytyjski w Palestynie. Wycofanie się administracji mandatowej wiązało się z wywozem banknotów, które były w obiegu w ramach mandatu. Żydowskie przywództwo w ramach przygotowań do ogłoszenia niepodległości państwa obawiało się, że zamówione banknoty mogą nie dotrzeć do kraju na czas. Wobec tego Anglo-Palestine Bank, za zgodą władz Jiszuwu, zamówił w drukarni Shoshani Printing House w Tel Awiwie banknoty zastępcze. Pinchas Bar-Ze’ev określił liczbę wszystkich wydrukowanych banknotów zastępczych 7 465 000 sztuk. Banknoty nie weszły do obiegu, były zmagazynowane i zniszczono je w październiku 1948 roku.
| Nominał                 | Awers i rewers                               | Charakterystyka |
| ----------------------- | -------------------------------------------- | --- |
| 500 milów               | Awers i rewers 1 Awers i rewers 2 (wycofany) | Data: 16 maja 1948 Seria: b.d. Numeracja: fioletowa Awers: gilosz, nominał, w tle nazwa banku wydrukowana poziomo Rewers: nazwa banku wydrukowana pionowo Kolor: fiolet Znak wodny: b.d. Papier: b.d. Wymiary: 118 × 77 mm Nakład: b.d. Podpisy: Prezes Zarządu – Eli’ezer Hoofien Dyrektor Generalny – Aharon Bart Drukarnia: Shoshani Printing House (Tel Awiw)      |
|                         |                                              | |
| 1 funt palestyński      | Awers i rewers                               | Data: 16 maja 1948 Seria: b.d. Numeracja: zielona Awers: gilosz, nominał, nazwa banku po hebrajsku, arabsku i angielsku Rewers: pusty Kolor: zieleń Znak wodny: b.d. Papier: b.d. Wymiary: 156 × 78 mm Nakład: b.d. Podpisy: Prezes Zarządu – Eli’ezer Hoofien Dyrektor Generalny – Aharon Bart Drukarnia: Shoshani Printing House (Tel Awiw)                          |
|                         |                                              | |
| 5 funtów palestyńskich  | Awers i rewers 1 Awers i rewers 2 (wycofany) | Data: 16 maja 1948 Seria: b.d. Numeracja: brązowa Awers: gilosz, nominał, nazwa banku wydrukowana poziomo Rewers: nazwa banku wydrukowana pionowo Kolor: brąz Znak wodny: b.d. Papier: b.d. Wymiary: 162 × 84 mm Nakład: b.d. Podpisy: Prezes Zarządu – Eli’ezer Hoofien Dyrektor Generalny – Aharon Bart Drukarnia: Shoshani Printing House (Tel Awiw)                |
|                         |                                              | |
| 10 funtów palestyńskich | Awers i rewers 1 Awers i rewers 2 (wycofany) | Data: 16 maja 1948 Seria: b.d. Numeracja: niebieska Awers: gilosz, nominał, nazwa banku wydrukowana poziomo Rewers: gilosz, nazwa banku wydrukowana pionowo Kolor: niebieski Znak wodny: b.d. Papier: b.d. Wymiary: 177 × 90 mm Nakład: b.d. Podpisy: Prezes Zarządu – Eli’ezer Hoofien Dyrektor Generalny – Aharon Bart Drukarnia: Shoshani Printing House (Tel Awiw) |

## Banknoty Anglo-Palestine Bank
Banknoty tej serii nie zawierają nazwy państwa, ponieważ w momencie ich zamawiania i projektowania nazwa państwa nie była jeszcze znana. Problem był także druk ze względu na to, że na terenie Palestyny wciąż obowiązywał mandat brytyjski, a organizacje żydowskie nie posiadały specjalistycznego sprzętu do druku. Żeby ominąć zgodę Departamentu Stanu na druk banknotów dla obcego państwa Eliezer Hoofien i Aharon Barth przekonali American Banknote Co., że zamawiane banknoty nie będą legalnym środkiem płatniczym. Ze względu na niejasności związane z zamówieniem American Banknote Co. nie wydrukowała swojej nazwy na pieniądzach.
Projekt banknotów powstał na zasadzie połączenia kilku giloszy wykorzystywanych przez firmę i stosowanych między innymi do druku banknotów chińskich. Władze Jiszuwu zadecydowały, że nazwą waluty pozostanie funt palestyński. Informacja „Legal tender for payment of any amount” (hebr. „מטבע חוקית לתשלום כל סכום שהוא”), znajdująca się pod „The Anglo-Palestine Bank Limited”, została umieszczona już po wydrukowaniu banknotów.
| Nominał   | Awers i rewers | Charakterystyka |
| --------- | -------------- | --- |
| 500 milów |                | Emisja: 18 sierpnia 1948 Wycofanie: 23 czerwca 1952 Seria: b.d. Numeracja: czerwona Awers: gilosz, nominał, The Anglo-Palestine Bank Limited (po hebrajsku i angielsku) Rewers: gilosz, nominał, The Anglo-Palestine Bank Limited (po arabsku i angielsku) Kolor: zieleń i róż Znak wodny: b.d. Papier: b.d. Wymiary: 148 × 72 mm Nakład: b.d. Projektant: American Banknote Co. Podpisy: Prezes Zarządu – Eli’ezer Hoofien Dyrektor Generalny – Aharon Bart Drukarnia: American Banknote Co. (Nowy Jork)              |
|           |                | |
| 1 funt    |                | Emisja: 18 sierpnia 1948 Wycofanie: 23 czerwca 1952 Seria: b.d. Numeracja: czerwona Awers: gilosz, nominał, The Anglo-Palestine Bank Limited (po hebrajsku i angielsku) Rewers: gilosz, nominał, The Anglo-Palestine Bank Limited (po arabsku i angielsku) Kolor: zieleń i róż Znak wodny: niebieski, zieleń Papier: b.d. Wymiary: 100 × 75 mm Nakład: b.d. Projektant: American Banknote Co. Podpisy: Prezes Zarządu – Eli’ezer Hoofien Dyrektor Generalny – Aharon Bart Drukarnia: American Banknote Co. (Nowy Jork) |
|           |                | |
| 5 funtów  |                | Emisja: 18 sierpnia 1948 Wycofanie: 23 czerwca 1952 Seria: b.d. Numeracja: czarna Awers: gilosz, nominał, The Anglo-Palestine Bank Limited (po hebrajsku i angielsku) Rewers: gilosz, nominał, The Anglo-Palestine Bank Limited (po arabsku i angielsku) Kolor: brąz Znak wodny: b.d. Papier: b.d. Wymiary: 105 × 68 mm Nakład: b.d. Projektant: American Banknote Co. Podpisy: Prezes Zarządu – Eli’ezer Hoofien Dyrektor Generalny – Aharon Bart Drukarnia: American Banknote Co. (Nowy Jork)                        |
|           |                | |
| 10 funtów |                | Emisja: 18 sierpnia 1948 Wycofanie: 23 czerwca 1952 Seria: b.d. Numeracja: czerwona Awers: gilosz, nominał, The Anglo-Palestine Bank Limited (po hebrajsku i angielsku) Rewers: gilosz, nominał, The Anglo-Palestine Bank Limited (po arabsku i angielsku) Kolor: czerwień Znak wodny: b.d. Papier: b.d. Wymiary: 150 × 80 mm Nakład: b.d. Projektant: American Banknote Co. Podpisy: Prezes Zarządu – Eli’ezer Hoofien Dyrektor Generalny – Aharon Bart Drukarnia: American Banknote Co. (Nowy Jork)                  |
|           |                | |
| 50 funtów |                | Emisja: 18 sierpnia 1948 Wycofanie: 23 czerwca 1952 Seria: b.d. Numeracja: czerwona Awers: gilosz, nominał, The Anglo-Palestine Bank Limited (po hebrajsku i angielsku) Rewers: gilosz, nominał, The Anglo-Palestine Bank Limited (po arabsku i angielsku) Kolor: fiolet Znak wodny: b.d. Papier: b.d. Wymiary: 159 × 84 mm Nakład: b.d. Projektant: American Banknote Co. Podpisy: Prezes Zarządu – Eli’ezer Hoofien Dyrektor Generalny – Aharon Bart Drukarnia: American Banknote Co. (Nowy Jork)                    |